# Віларіньйо-де-Консо
Віларіньйо-де-Консо (гал. Vilariño de Conso, ісп. Villarino de Conso) — муніципалітет в Іспанії, у складі автономної спільноти Галісія, у провінції Оренсе. Населення — 700 осіб (2009).
Муніципалітет розташований на відстані близько 350 км на північний захід від Мадрида, 60 км на схід від Оренсе.
Муніципалітет складається з таких паррокій: Кастіньєйра, Чагуасосо, Консо, Морментелос, Прадоальбар, Сабугідо, Сан-Крістово, Сан-Мамеде-де-Едрада, Вейгас-де-Камба, Віларіньйо-де-Консо.

## Демографія
Динаміка населення (INE ):

## Галерея зображень

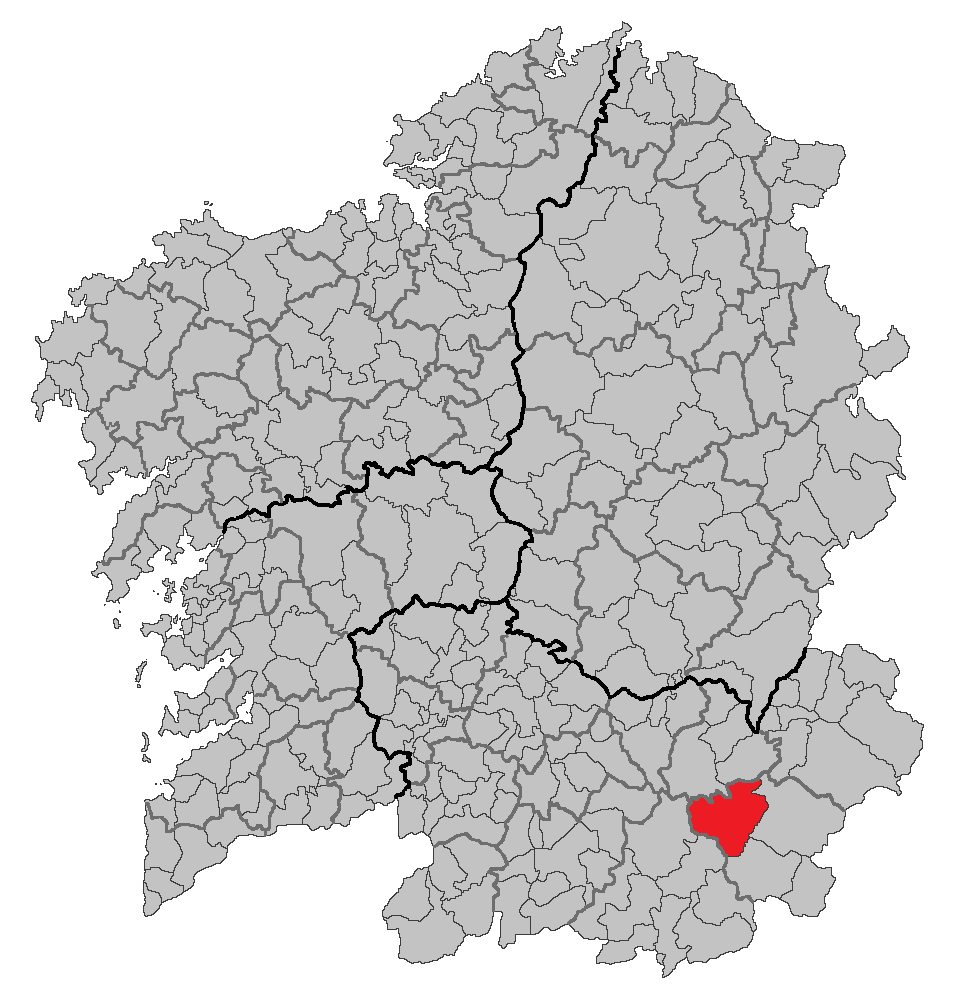
Розташування муніципалітету